# Norderö distrikt
Norderö distrikt är ett distrikt i Östersunds kommun och Jämtlands län. Distriktet ligger omkring Norderön och Verkön i mellersta Jämtland och är landskapets befolkningsmässigt minsta distrikt.

## Tidigare administrativ tillhörighet
Distriktet inrättades 2016 och utgörs av Norderö socken i Östersunds kommun.
Området motsvarar den omfattning Norderö församling hade 1999/2000.

## Tätorter och småorter
I Norderö distrikt finns inga tätorter eller småorter.